# أحمد ناصر المحمد الصباح
الشيخ الدكتور أحمد ناصر المحمد الصباح (مواليد 13 فبراير 1971)؛ دبلوماسي وسياسي كويتي، وزير الخارجية الأسبق خلال الفترة 17 ديسمبر 2019 حتى 16 أكتوبر 2022. وهو الابن الثاني للشيخ ناصر المحمد الأحمد الصباح رئيس مجلس الوزراء الأسبق. 

## سيرة ذاتية
حصل على شهادة الثانوية بعام 1987، وفي عام 1989 حصل على بعثة دراسية في فرنسا، وفي عام 1991 حصل على دبلوم الدرجة الأولى في اللغة الفرنسية من «جامعة بيزانسون»، وفي عام 1992 حصل دبلوم الدرجة الثانية في اللغة الفرنسية من ذات الجامعة. وفي عام 1993 حصل ليسانس بالعلاقات الدولية من معهد المترجمين الفوريين والعلاقات الدولية «بجامعة ستراسبورغ للعلوم الإنسانية» بفرنسا، كما حصل بذات العام على ليسانس باللغات الأجنبية الحية من ذات الجامعة. وفي عام 1994 حصل على شهادة المتريز في الترجمة من معهد المترجمين الفوريين والعلاقات الدولية «بجامعة ستراسبورغ للعلوم الإنسانية»، وفي عام 1995 حصل على ماجستير ترجمة (DESS) دبلوم الدراسات العليا المتخصصة في معهد المترجمين الفوريين والعلاقات الدولية «بجامعة ستراسبورغ للعلوم الإنسانية». وأثناء فترة دراسته في فرنسا تولى بعام 1992 منصب أمير سر اتحاد الطلبة الكويتي في فرنسا.

## حياته العملية
بدأت بعام 1995 عندما عين كباحث سياسي بإدارة اللجان والمتابعة في ديوان ولي العهد، كما قام بالفترة بين عامي 1995 - 1996 بتدريس اللغة الفرنسية في مركز خدمة المجتمع بجامعة الكويت. وفي عام 1997 رقيّ رئيسًا لقسم شؤون اللجان بإدارة اللجان والمتابعة، وفي عام 1999 عين مراقبًا للشؤون السياسية بإدارة الشؤون السياسية في ديوان ولي العهد. وفي عام 2001 عين وزيرًا مفوضًا في وزارة الخارجية وصدر قرار وزاري بتعيينه مديرًا لإدارة مكتب وزير الدولة لشؤون الخارجية، وفي عام 2003 عين مديرًا لإدارة مكتب وزير الخارجية، وفي عام 2005 رقي إلى رتبه سفير، وفي عام 2006 عين مديرًا لإدارة مكتب نائب رئيس الوزراء ووزير الخارجية
في 17 ديسمبر 2019 أصدر الأمير الراحل الشيخ صباح الأحمد الصباح مرسوماً بتشكيل الحكومة وتم تعيينه وزيراً للخارجية
في 2 مارس 2021 أصدر الشيخ نواف الأحمد الصباح أمير دولة الكويت مرسوماً بتشكيل الحكومة وتم تعيينه وزيرا للدولة لشؤون مجلس الوزراء مع أحتفاظه بمنصب وزير الخارجية
في 22 مارس 2022 صدر مرسوم بتعديل وزاري حيث تم تعين الدكتور محمد الفارس نائبا لرئيس مجلس الوزراء ووزيرا للنفط ووزيرا للدولة لشؤون مجلس الوزراء وأحتفظ الشيخ أحمد ناصر المحمد بمنصب وزير الخارجية
واستمر الشيخ أحمد ناصر المحمد وزيراً للخارجية حتى 16 أكتوبر 2022
- وكان قد عمل متطوعًا في حكومة الكويت في المنفى بالطائف في بالمملكة العربية السعودية وذلك أثناء الغزو العراقي للكويت عام 1990.

## حياته الأسرية
متزوج من ابنة عمه الشيخة هنوف بدر المحمد الصباح، ولهما من الأبناء:
- محمد.
- ناصر.
- شيخة.
- عبدالله.

## أوسمة وتكريمات
- وسام الكويت ذو الوشاح من الدرجة الأولى، منحه إياه الشيخ نواف الأحمد الجابر الصباح أمير دولة الكويت (2021)[3]
- وسام جوقة الشرف الوطني بدرجة فارس، قلدته إياه سفيرة فرنسا في الكويت ماري ماسدوبوي نيالة عن الرئيس الفرنسي إيمانويل ماكرون (2019)[4]

## معرض صور

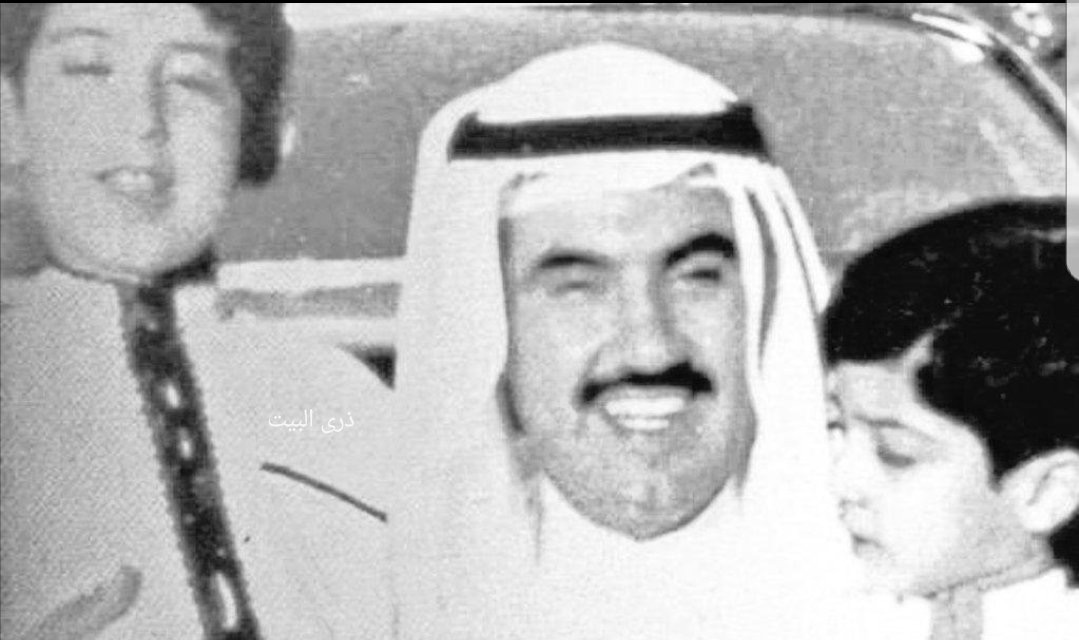
سمو الشيخ ناصر المحمد الأحمد الصباح، وأبنائه الشيخ صباح، والشيخ الدكتور أحمد.
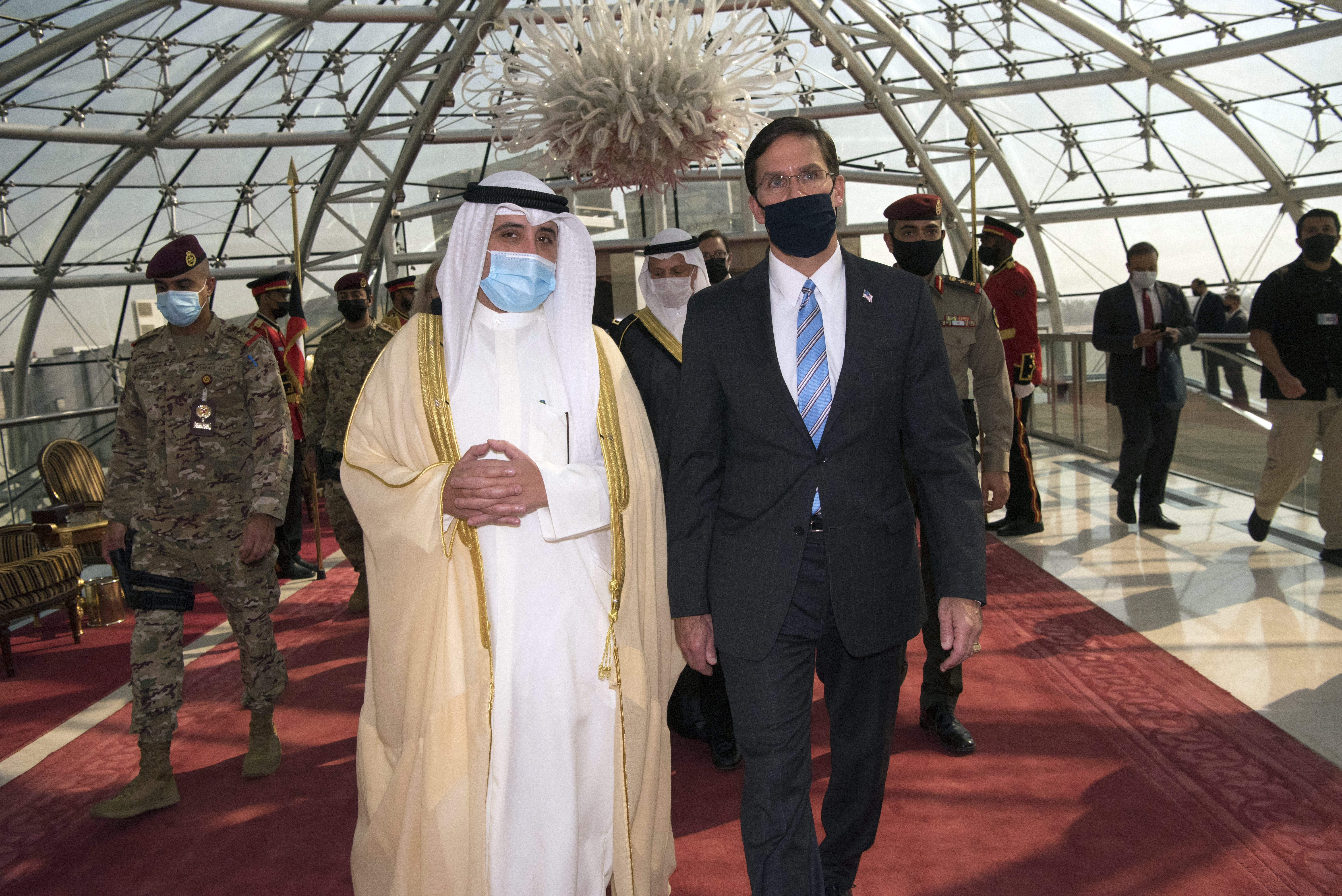
أحمد ناصر المحمد الصباح رفقة وزير الدفاع الأمريكي مارك إسبر، الكويت، 2020.